# Дирьямба
Дирья́мба (исп. Diriamba) — город и муниципалитет в западной части Никарагуа, на территории департамента Карасо.

## Географическое положение
Город расположен к западу от Хинотепе. Абсолютная высота — 532 метра над уровнем моря.

## Население
По данным на 2013 год численность населения города составляет 38 245 человек.
Динамика численности населения города по годам:
| 1971   | 1995   | 2000   | 2005   | 2013   |
| ------ | ------ | ------ | ------ | ------ |
| 10 151 | 30 558 | 33 287 | 35 222 | 38 245 |